# Кралство Португалия
Кралство Португалия (пълното име е Кралство Португалия и Алгарве (на португалски: Reino de Portugal e dos Algarves,на латински: Regnum Portugalliae et Algarbia)) е наименованието на съществувалата средновековна държава по време на португалската монархия. Кралството се намира в западната част на Пиренейския полуостров в Европа и съществува от 1139 до 1910 г. На 5 октомври 1910 г. монархията в Португалия е свалена и заменена от Първата португалска република.